# Willie Nix
Willie Nix (1922-1991) est un guitariste, batteur et chanteur de blues de rhythm and blues américain, né à Memphis dans le Tennessee et décédé à Leland.

## Carrière
Willie Nix commence comme danseur de claquettes à l'âge de 12 ans, rejoignant les Rabbit's Foot Minstrels en 1938. Il continue une carrière musicale qui après la seconde guerre mondiale lui fait côtoyer à Memphis Joe Hill Louis, Sonny Boy Williamson II, B. B. King.
Dans les années 1950, il est à Chicago et travaille avec Elmore James, Memphis Slim. Sa carrière personnelle est jalonnée d'enregistrements pour des labels qui comptent dans le monde du blues, Sun Records, RPM Records, Sabre Records et Checker Records. Ses disques ne connaissent pas le succès.